# County Leitrim
Leitrim (irisch Liatroim) ist ein County in der Provinz Connacht in der Republik Irland.

## Geografie

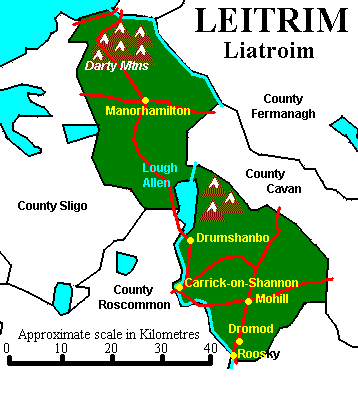
Karte

Leitrim liegt im Nordwesten Irlands, südöstlich der Donegal Bay. Die Grafschaft hat nur einen wenige Kilometer breiten Streifen Küste südlich der Stadt Bundoran.
Die Grafschaft ist verhältnismäßig klein, aber sie ist sehr reizvoll und von Seen – insbesondere dem Lough Allen –, Bergen wie Truskmore und Slieve Anierim (um die 600 m hoch), Flüssen, Hügeln und Sümpfen geprägt. Da der Lough Allen genau in der Mitte des langgestreckten Countys liegt, gibt es keine Straße, die ganz in Leitrim liegt, und die den Norden mit dem Süden verbindet.

## Geschichte
Das County, so wie es jetzt bekannt ist, wurde 1570 gegründet. Es besteht hauptsächlich aus dem Westteil des Königreichs Bréifne.
Bis zum 17. Jahrhundert war die Grafschaft mit ausgedehnten Waldgebieten bedeckt, zu jener Zeit wurden Städte wie Carrick-on-Shannon, Manorhamilton und Jamestown gegründet.
Durch die Große Hungersnot Mitte der 1840er Jahre war Leitrim besonders betroffen; dadurch und durch Auswanderung sank die Bevölkerung für die nächsten 150 Jahre von 155.000 Einwohnern im Jahr 1841 auf 25.000 im Jahr 1996. Erst seither gibt es wieder steigende Bevölkerungszahlen.

## Wirtschaft
Die Region ist vor allem von Landwirtschaft geprägt, wobei hauptsächlich Schafzucht und Milchwirtschaft betrieben werden. Außerdem werden Kartoffeln und Hafer angebaut.
In den letzten Jahren hat auch der Tourismus immer mehr an Bedeutung gewonnen. So ist Carrick-on-Shannon ein wichtiger Stützpunkt, wo man ein Hausboot mieten kann. Von hier kann man dann den Shannon nach Norden und nach Süden befahren sowie über den Shannon-Erne-Kanal nach Osten die großen Seen des Lough Erne im County Fermanagh in Nordirland erreichen.
Am 31. Januar 2012 wurde der Fund eines großen Gasfeldes im County Leitrim im Wert von 55 Milliarden Dollar bekannt gegeben. Das Gasvorkommen könnte nach ersten Informationen den nationalen Gasverbrauch der Haushalte für 12 Jahre decken bzw. die Gasimporte für 40 Jahre markant verringern. Derzeit werden 90 % des konsumierten Gases importiert.

## Politik
Die Sitzverteilung im Leitrim County Council nach der Kommunalwahl im Juni 2024 ist:
Für die Wahlen in das irische Parlament (Dáil Éireann) im November 2024 bildete Leitrim mit dem County Sligo einen Wahlkreis, in dem vier Abgeordnete gewählt wurden.
| Partei      | Sitze |
| ----------- | ----- |
| Fianna Fáil | 6     |
| Sinn Féin   | 4     |
| Fine Gael   | 3     |
| Unabhängige | 5     |

| Partei      | Sitze |
| ----------- | ----- |
| Fianna Fáil | 1     |
| Fine Gael   | 1     |
| Sinn Féin   | 1     |
| Unabhängige | 1     |

## Persönlichkeiten
- William Henry Drummond (1854– 1907), kanadischer Lyriker irischer Herkunft
- John Willoughby Crawford (1817– 1875), kanadischer Politiker irischer Herkunft
- Seán Mac Diarmada (1883– 1916), einer der Führer des Osteraufstands

## Sehenswürdigkeiten
- Aghamore Wedge Tomb
- Church Island
- Cloonmorris
- Corracloona, Court Tomb
- Doon von Drumsna
- Megalithanlagen von Drumany
- Megalithen von Fenagh, Portal- und Passage Tomb
- Kloster Creevelea
- Loughscur, Portal Tomb
- Parke’s Castle
- Shasgar, Court Tomb

## Bilder

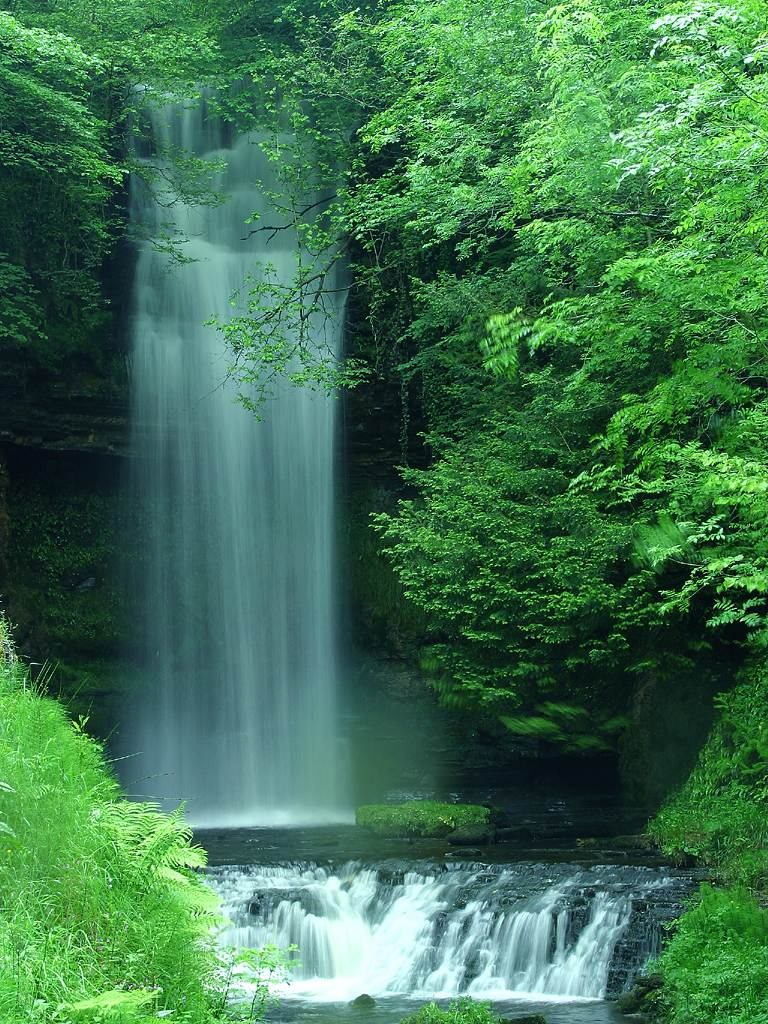
Glencar Wasserfall
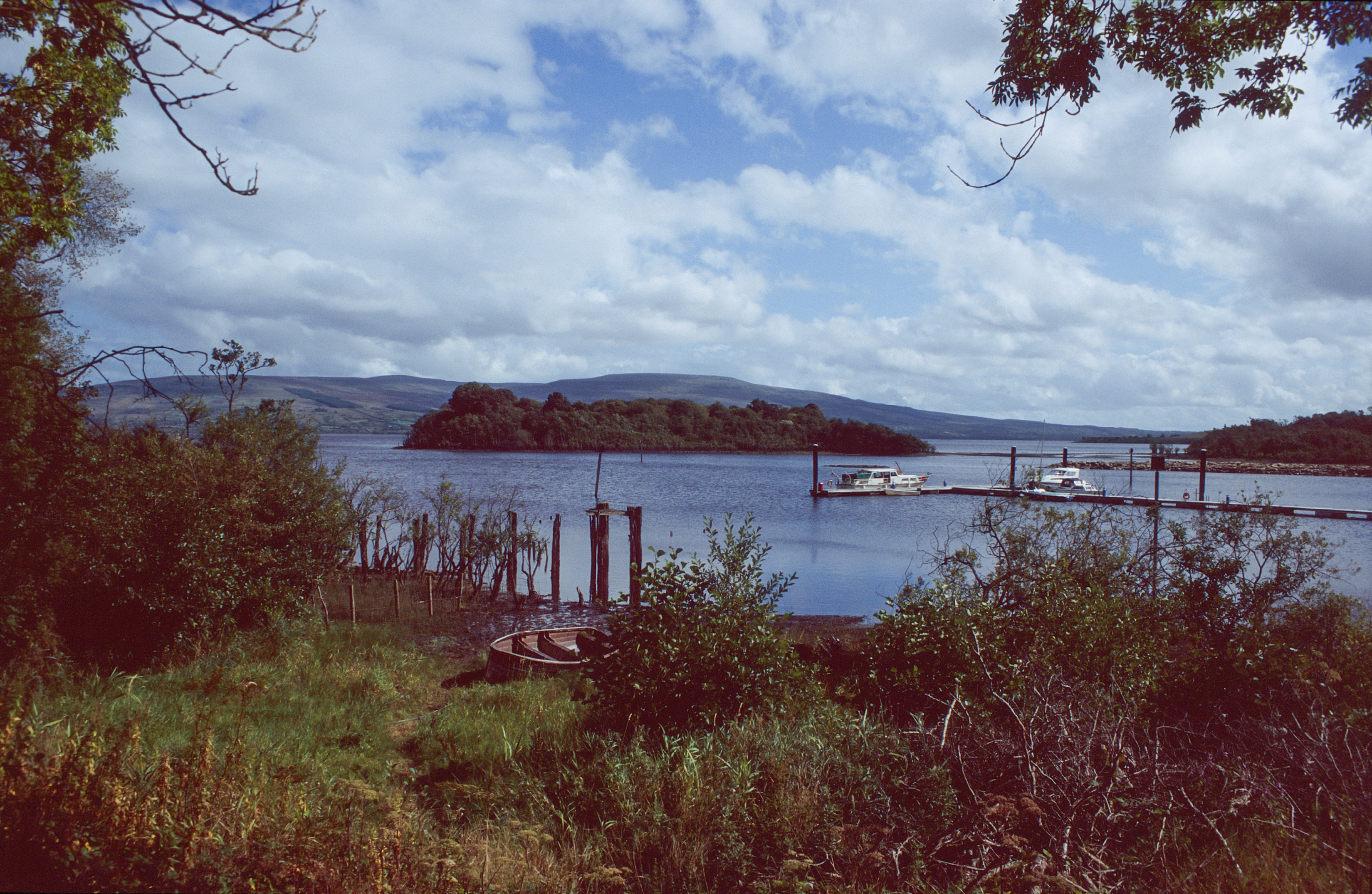
Lough Allen (Spencer Harbour)
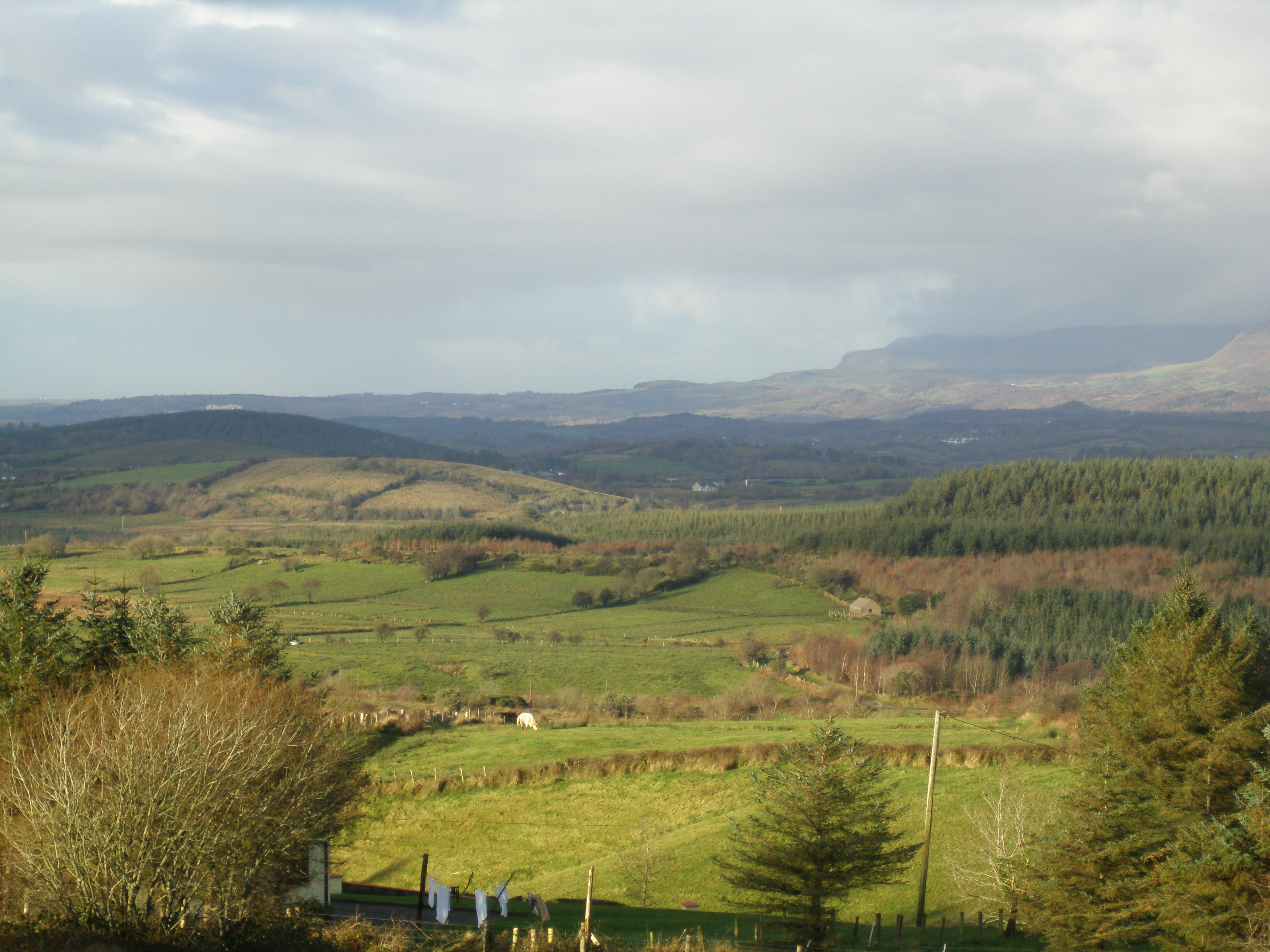
Landschaft in Leitrim
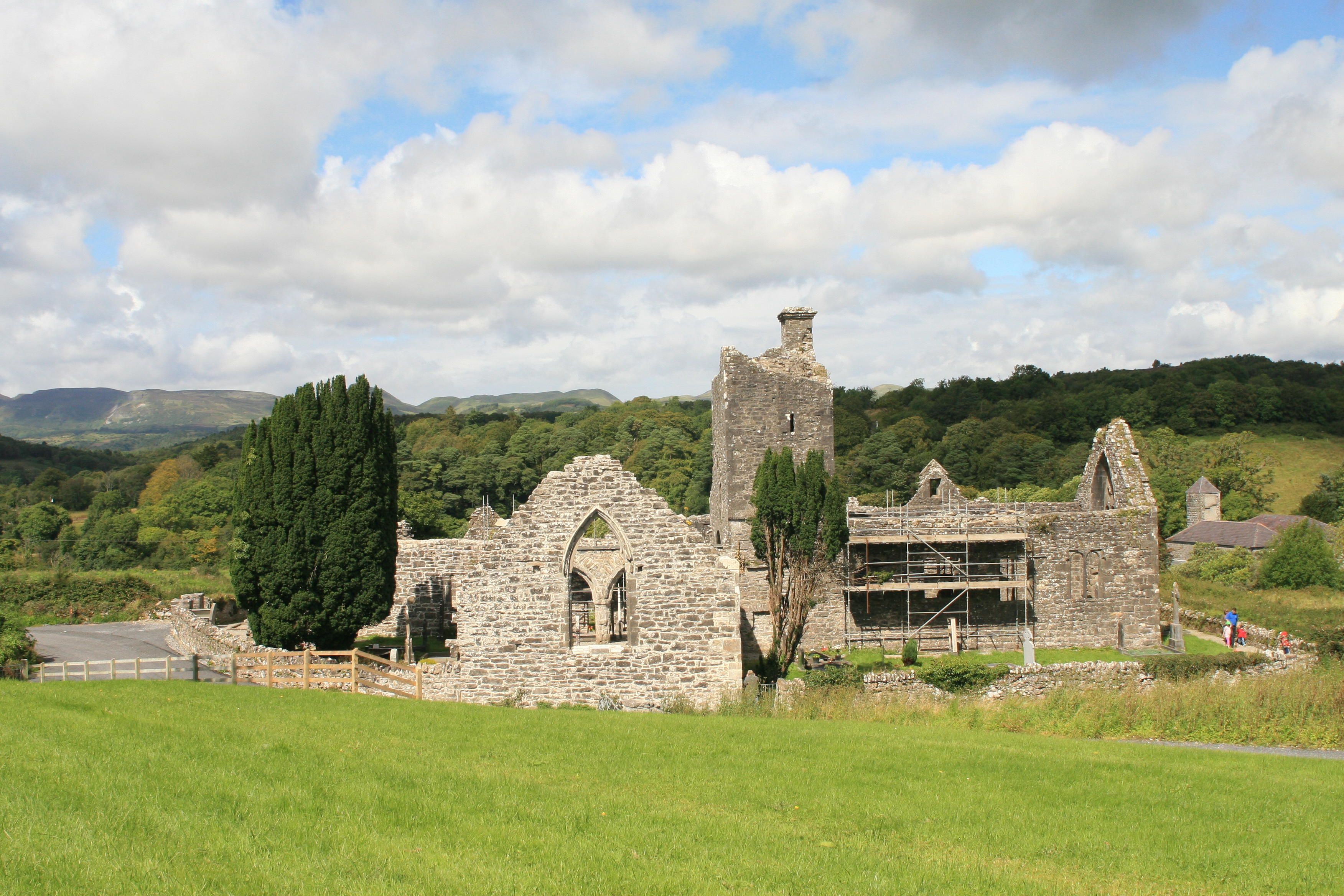
Klosteranlage Creevelea
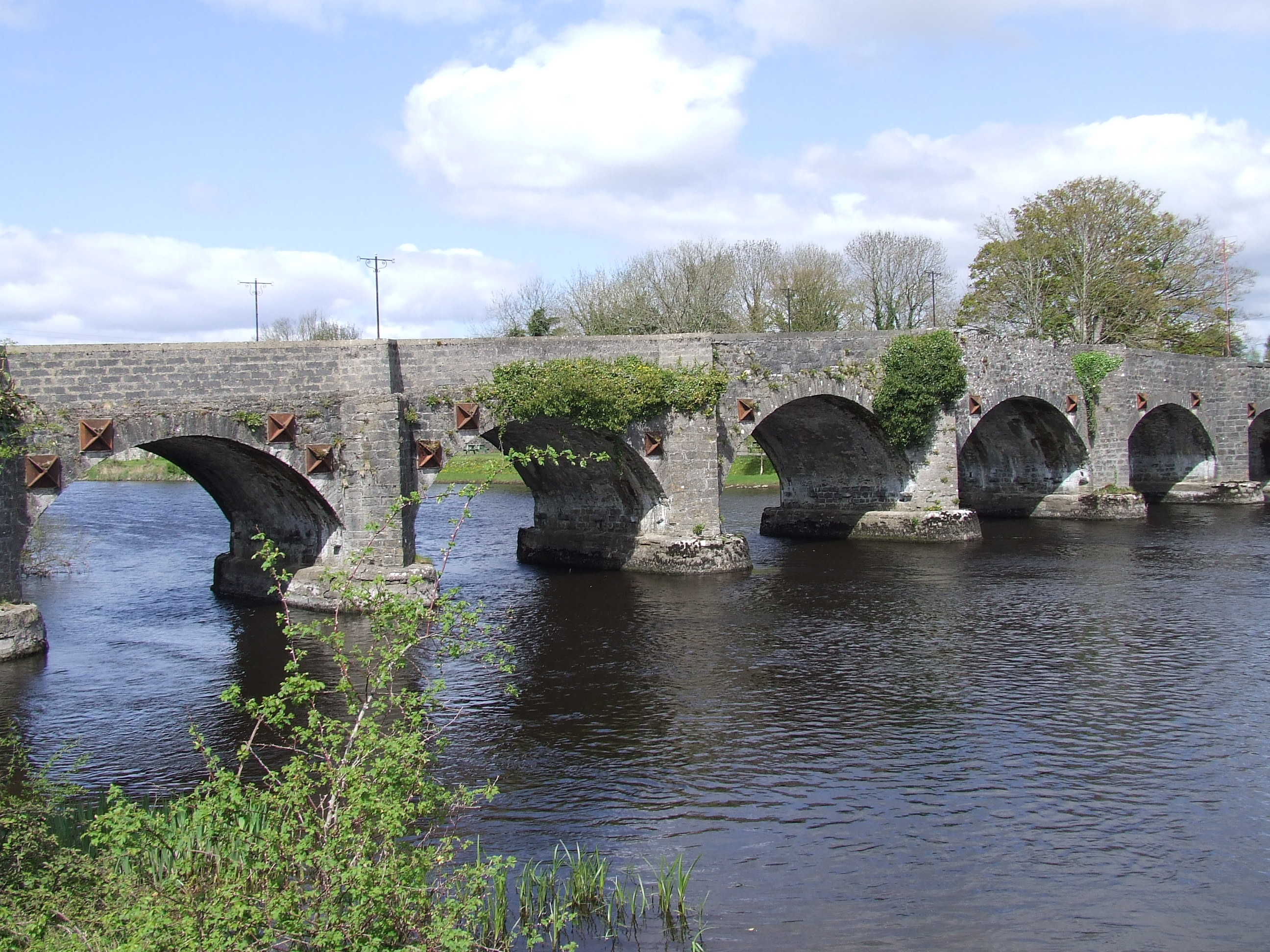
Brücke in Drumsna